# Essen Motor Show
Die Essen Motor Show ist eine Automobilmesse, deren Schwerpunktthemen Automobile, Motorsport, Tuning und Old- bzw. Youngtimer sind. Die Messe findet jedes Jahr Ende November/Anfang Dezember in Essen-Rüttenscheid in den Messehallen der Messe Essen neben dem Grugagelände statt.
Auf der Messe zeigen Automobilhersteller ihre Neuheiten. Auf dem Sektor Tuning und sportliche Fahrzeuge gilt sie als die größte und wichtigste Fach-Messe der Branche weltweit. Es präsentieren sich Rennteams großer Hersteller genauso wie die im Motorsport aktiven Verbände (z. B. ADAC und DMSB). Neben den Schwerpunktthemen gibt es Design-Studien wie die Crazy Cars, außergewöhnliche Motorräder, historische Rennwagen sowie die, der aktuellen Saison. Seit dem Start der Essen Motor Show haben mehr als 10,5 Millionen Menschen die Messe besucht.
Die Veranstaltung gilt als Bindeglied zwischen Fans, Unternehmen, Motorsport-Verbänden und Rennveranstaltern,
bei der einmal jährlich Neuheiten rund um das Thema Automobil vorgestellt und begutachtet werden können.

## Termine
- 23. Essen Motor Show: 30. November bis 9. Dezember 1990
- 37. Essen Motor Show: 26. November bis 5. Dezember 2004[1]
- 38. Essen Motor Show: 25. November bis 4. Dezember 2005[2]
- 39. Essen Motor Show: 1. Dezember bis 10. Dezember 2006[3]
- 40. Essen Motor Show: 1. Dezember bis 9. Dezember 2007[4]
- 41. Essen Motor Show: 29. November bis 7. Dezember 2008[5]
- 42. Essen Motor Show: 28. November bis 6. Dezember 2009[6]
- 43. Essen Motor Show: 27. November bis 5. Dezember 2010[7]
- 44. Essen Motor Show: 26. November bis 4. Dezember 2011[8]
- 45. Essen Motor Show: 1. Dezember bis 9. Dezember 2012[9]
- 46. Essen Motor Show: 30. November bis 8. Dezember 2013[10]
- 47. Essen Motor Show: 29. November bis 7. Dezember 2014[11]
- 48. Essen Motor Show: 28. November bis 6. Dezember 2015[12]
- 49. Essen Motor Show: 26. November bis 4. Dezember 2016[13]
- 50. Essen Motor Show: 2. Dezember bis 10. Dezember 2017[14]
- 51. Essen Motor Show: 1. Dezember bis 9. Dezember 2018[15]
- 52. Essen Motor Show: 30. November bis 8. Dezember 2019[16]
- 53. Essen Motor Show: Abgesagt wegen der COVID-19-Pandemie[17]
- 53. Essen Motor Show 27. November bis 5. Dezember 2021[18]
- 54. Essen Motor Show 3. Dezember bis 11. Dezember 2022[19]
- 55. Essen Motor Show 2. Dezember bis 10. Dezember 2023

## Geschichte

### Die 1960er-Jahre
Die Essen Motor Show fand das erste Mal 1968 unter dem Titel 1. Internationale Sport- und Rennwagen-Ausstellung Essen statt. Erfinder der Veranstaltung war der damals 25-jährige, automobilbegeisterte Wolfgang Schöller (1943–2017), der bis in die 2000er-Jahre als Koordinator für das Event fungierte. Seine Idee war, die Ausstellung als Saisonabschluss des Motorsportjahres stattfinden zu lassen und dort insbesondere die siegreichen Wagen der Saison zu zeigen. Am 2. November 1968 eröffnete die erste Ausstellung auf 7000 m² Ausstellungsfläche. Der Erfolg der ersten Ausstellung übertraf die Erwartungen. Unter den Ehrengästen der Rennsportstar der damaligen Zeit, Graham Hill, der einen Tag nach der Eröffnung der Essener Ausstellung  in Mexiko den Formel-1-Weltmeister-Titel gewonnen hatte. Insgesamt kamen 57.000 Besucher.

### Die 1970er-Jahre
Nach der ersten Messe wurden Kontakte zum damaligen Formel-1-Rennfahrer Jochen Rindt geknüpft, der in Wien eine eigene Rennwagen-Schau veranstaltete. Für 1970 war vorgesehen, die Zusammenarbeit mit Jochen Rindt zu intensivieren. Der Titel der Ausstellung wurde in Jochen-Rindt-Show – Int. Sport- und Rennwagen-Ausstellung Essen geändert. Am 5. September 1970, knapp drei Monate vor der Eröffnung, verunglückte er in Monza tödlich. Trotzdem wurde die Messe wie geplant unter dem neuen Titel durchgeführt. Die Besucherzahl verdoppelte sich gegenüber dem Vorjahr auf fast 125.000, die Ausstellungsfläche stieg auf 25.000 m². Nina Rindt, Jochen Rindts Frau, stand der Messe weiter zur Verfügung und blieb bis 2005 als Beraterin der Essen Motor Show tätig. 1972 war die Ausstellungsfläche auf 34.000 m² mit fast 150.000 Besuchern angewachsen. 1973 fiel die Besucherzahl auf 84.600, da sie in der Zeit der Ölpreiskrise und der autofreien Sonntage lag. Es traten die Rennfahrer Rolf Stommelen und Ronnie Peterson auf. 1978 gab es mit 160.000 Besuchern einen neuen Rekord zu vermelden. In diesem Jahr wurde der Titel der Ausstellung in Int. Motor Show Essen geändert, weil die bisher eigenständige Motorrad-Show der Messe Essen in die Sport- und Rennwagen-Ausstellung integriert wurde.

### Die 1980er-Jahre
1982 kam ein eigener Ausstellungsbereich für Oldtimer und Classic Cars hinzu. Ebenfalls neu war in diesem Jahr das Show-Center, eine Präsentationsfläche für historische Automobile, Design-Studien und extravagante Fortbewegungsmittel. Die Ausstellungsfläche war auf 65.000 m² gestiegen. 1984 kamen zum ersten Mal über 200.000 Besucher. Seit 1987 ist der ADAC ideeller Träger der Essen Motor Show. 1988 kamen schon 332.800 Besucher.

### Die 1990er-Jahre
1990 wurde die Messe Essen noch einmal ausgebaut, sodass nun 90.000 m² zur Verfügung standen. Die Besucherzahl überschritt erstmals die Marke von 350.000. 1992 wurde der Tuning-Bereich gemeinsam mit dem VDAT (Verband Deutscher Automobil-Tuner) erweitert, die Hallen 10/11, in denen die erste Motorshow stattgefunden hatte, wurden nun zum VDAT-Salon. Seit 1996 hieß die Veranstaltung Essen Motor Show International.

### Seit dem Jahr 2000
Das neue Jahrtausend startete für die nun nur noch als Essen Motor Show auftretende Messe mit einer erneuten Erweiterung. Es wurde eine neue Messehalle in Betrieb genommen, wodurch die Ausstellungsfläche auf mehr als 100.000 m² stieg. Parallel fand zum ersten Mal der Hallo, wie geht’s-Abend statt, ein seither jährlich stattfindender Abend, auf dem sich ehemalige Rennfahrer, Rallye-Piloten und Sportchefs treffen und zu dem inzwischen mehr als 200 „Ehemalige“ anreisen. 2001 wurde erstmals mit 409.200 Besuchern die 400.000er-Marke überschritten, 2004 waren es 416.500 Besucher. Seither hat sich die Besucherzahl zwischen rund 360.000 und 400.000 eingependelt. Zugleich veränderte sich die Ausstellung: Seit 2005 spielt auch das sogenannte Eco-Tuning (ökologisches Tuning, d. h. Spritspar-Tuning) eine wichtige Rolle. 2006 kam die Motor Sport Meile in einer 250 Meter langen Halle hinzu, ein zentraler Treffpunkt in der Messe für aktive Motorsportler und Fans. 2007 fand die Essen Motor Show zum 40. Mal statt und lief unter dem Motto 40 Jahre automobile Leidenschaft. Zu dieser Jubiläumsmesse kamen mehr als 350.000 Besucher. In der Halle 1A wurde mit dem Essen Showground erstmals eine eigene Party-Area in der Essen Motor Show eröffnet. Sie löste damit den Show-Center ab. Im Jahr 2008 wurde die Halle 6 zu einer reinen Motorsport-Halle deklariert, und in der Nachbar-Halle 7 ein Drift-Parcours eingerichtet.
Heutzutage ist die Essen Motor Show nach der IAA die zweitgrößte Fahrzeug-Messe und zugleich die größte jährlich stattfindende Veranstaltung dieser Art in Deutschland. Im Ranking der Messen in Deutschland insgesamt findet sich die Essen Motor Show neben der IAA, der Bauma, der Agritechnica, dem Mannheimer Maimarkt, der gamescom und der Internationalen Grünen Woche Berlin in den Top Ten.

## Belege
1. ↑  Autobild: Essen Motor Show 2004 – Tuning total
2. ↑  38. Essen Motor Show: Hochlied des Individualismus. Abgerufen am 16. Juli 2023.
3. ↑  39. Essen Motor Show vom 1. bis 10. Dezember 2006. Abgerufen am 16. Juli 2023.
4. ↑  Essen Motor Show 2007: Die Highlights von der großen Tuning-Messe. Abgerufen am 16. Juli 2023.
5. ↑  Essen Motor Show 2008. Abgerufen am 16. Juli 2023.
6. ↑  Essen Motor Show 2009. Abgerufen am 16. Juli 2023.
7. ↑  Essen Motor Show 2010: "For Drivers and Dreams". Abgerufen am 16. Juli 2023.
8. ↑  Das zeigen die Tuner auf der Essen Motor Show 2011 - AUTO BILD. 16. November 2011, abgerufen am 16. Juli 2023.
9. ↑   Messe Essen: Messe-Termine 2012 (Memento vom 5. November 2012 im Internet Archive)
10. ↑   Messe Essen: Messe-Termine 2013 (Memento vom 25. September 2013 im Internet Archive)
11. ↑   Messe Essen: Messe-Termine 2014 (Memento vom 5. November 2013 im Internet Archive)
12. ↑  Essen Motor Show 2015: Highlights der Tuning-Messe - AUTO BILD. 23. November 2015, abgerufen am 16. Juli 2023.
13. ↑  Essen Motor Show 2016: Highlights - AUTO BILD. 25. November 2016, abgerufen am 16. Juli 2023.
14. ↑  Essen Motor Show 2017: Preise/Öffnungszeiten | autozeitung.de. In: autozeitung.de. (autozeitung.de [abgerufen am 18. Oktober 2018]).
15. ↑  Messe Essen GmbH: For drivers and dreams | ESSEN MOTOR SHOW. Abgerufen am 18. Oktober 2018.
16. ↑  Essen Motor Show 2019: Tops & Flops. 2. Dezember 2019, abgerufen am 16. Juli 2023.
17. ↑  Radio Essen: Steigende Corona-Zahlen: Essen Motor Show abgesagt! Abgerufen am 16. Juli 2023.
18. ↑  Essen Motor Show 2019: Tops & Flops. 2. Dezember 2019, abgerufen am 16. Juli 2023.
19. ↑  Motor Show Essen. Abgerufen am 16. Juli 2023.
20. ↑  GRÜNDER DER ESSEN MOTOR SHOW IST GESTORBEN. 9. August 2017, abgerufen am 17. Oktober 2024.